# اس‌ام یوبی-۷۹
اس‌ام یوبی-۷۹ (به انگلیسی: SM UB-79) یک زیردریایی بود که طول آن ۵۵٫۳ متر (۱۸۱ فوت) بود. این زیردریایی در سال ۱۹۱۷ ساخته شد.